# أبيج
أبيج إحدى قرى مركز كفر الزيات التابع لمحافظة الغربية بجمهورية مصر العربية.

## التاريخ
قرية أبيج من القرى القديمة، حيث وردت باسم «ببيج» في أعمال جزيرة بني نصر ضمن قرى الروك الصلاحي التي أحصاها ابن مماتي في كتاب قوانين الدواوين، كما وردت باسم «ببيج» في أعمال جزيرة بني نصر ضمن قرى الروك الناصري التي أحصاها ابن الجيعان في كتاب «التحفة السنية بأسماء البلاد المصرية».
وردت باسم «أبيج» في التربيع العثماني الذي أجراه الوالي العثماني سليمان باشا الخادم في عصر السلطان العثماني سليمان القانوني ضمن قرى ولاية جزيرة بني نصر، وفي تاريخ 1228هـ/1813م الذي عدّ قرى مصر بعد المسح الذي قام به محمد علي باشا باسم «أبيج» ضمن قرى مديرية الغربية. عثر بالقرية على لوحة رخامية بخط الثلث المملوكي في جدار قبلة جامع غنيم غالي، يخص النقش الجامع الأصلي الذي بناه أحد أمراء الناصر محمد بن قلاوون في سنة 730 هـ أي 1329، أهمية النقش في إثبات وجود المباني الأثرية في جميع أنحاء مصر وعدم اقتصار الأمر على العواصم.

## السكان
بلغ عدد سكان أبيج 10,490 نسمة حسب تقدير عام 2018.
| السنة  | 1882 | 1897 | 1907 | 1927 | 1947 | 1960 | 1976 | 1986 | 1996 | 2006  | 2018   |
| ------ | ---- | ---- | ---- | ---- | ---- | ---- | ---- | ---- | ---- | ----- | ------ |
| القرية | 1341 | 2016 | 2194 | 2550 | 2790 | 3059 | 4471 | 5782 | 6741 | 7,818 | 10,490 |